# 日沃尔
日沃尔（法語：Givors，法語發音：[ʒivɔʁ]），法国东南部城市，奥弗涅-罗讷-阿尔卑斯大区里昂大都会以及罗讷省行政区的一个市镇，其市镇面积为17.34平方公里，2022年1月1日时人口数量为20,943人，在法国城市中排名第468位。
日沃尔位于罗讷省南部和里昂大都会的最南端，日耶河与罗讷河交汇处，东南部隔河与伊泽尔省接壤。日沃尔是里昂南部的一个远郊卫星城，也是重要的交通枢纽，多条公路和铁路在此交汇。日沃尔因当地的化工厂而闻名，葡萄牙国家足球队守门员安東尼·盧比斯出生于日沃尔。

## 地名来源
根据当地官方网站的描述，“日沃尔”一名来源于高卢语，“gi”和“vors”分别意为“日耶河”和“河岸”。

## 历史

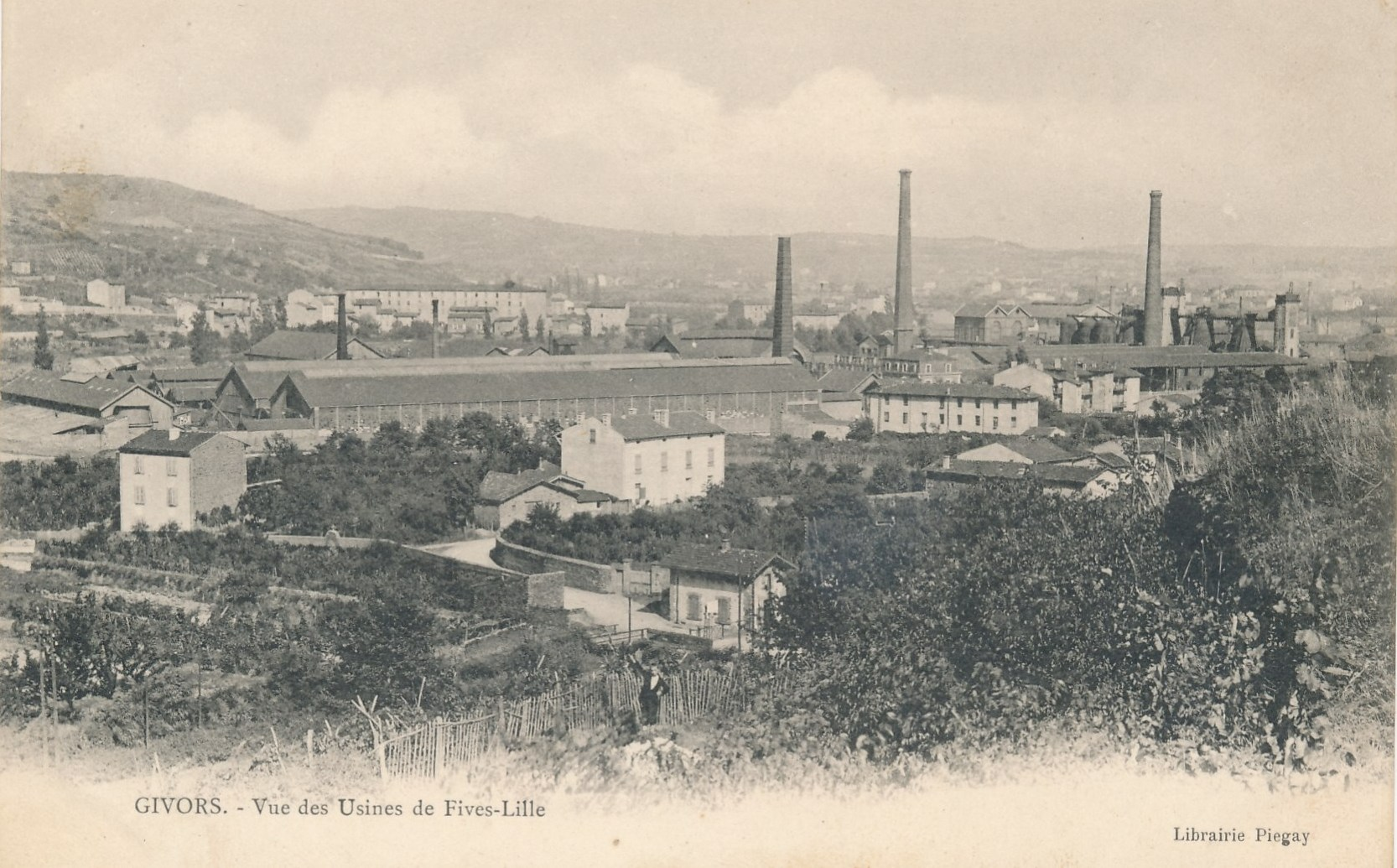
20世纪初的日沃尔

高卢时期，日沃尔所处区域为塞古西亚维人的活动范围。史学家泰奥多尔·奥吉耶（Théodore Ogier）认为日耶河河口处在罗马人入侵后被建立为一处渡口，并逐渐形成聚落。一条沿罗讷河右岸延伸的道路亦由此通过。中世纪初，勃艮第人沿罗讷河南下并占领了这一区域，后被法兰克人征服。中世纪中期，日沃尔成为福雷伯国的一部分，其统治者雷诺于1192年成为里昂大主教，他在日沃尔修建了一处教堂，并在其附近开辟了住宅区、花园及葡萄种植田，以吸引周边居民从而扩大天主教在这一地区的影响力。宗教战争期间，皇家天主教军队曾占领日沃尔并清剿当地的新教势力。18世纪末，一条由日沃尔出发沿日耶河谷延伸的运河分段建成，成为当时圣艾蒂安地区煤炭资源运输的重要通道。法国大革命后，日沃尔成为罗讷-卢瓦尔省的一个市镇，1793年该省一分为二，日沃尔归属罗讷省。工业革命期间，日沃尔成为重要的铁路枢纽，五个方向的铁路在此交汇，而日沃尔运河则逐渐被废弃并淤塞，其原址大部分河段于20世纪70年代初被改建为A47高速公路。20世纪初，日沃尔出现了多处玻璃厂，成为一个工业城市，当地人口数量快速增加，其中苏雄-纳沃塞尔（Souchon-Neuvesel）玻璃厂一度为当地的经济支柱，后因经济危机而被迫转型，最终于2003年倒闭。

## 地理

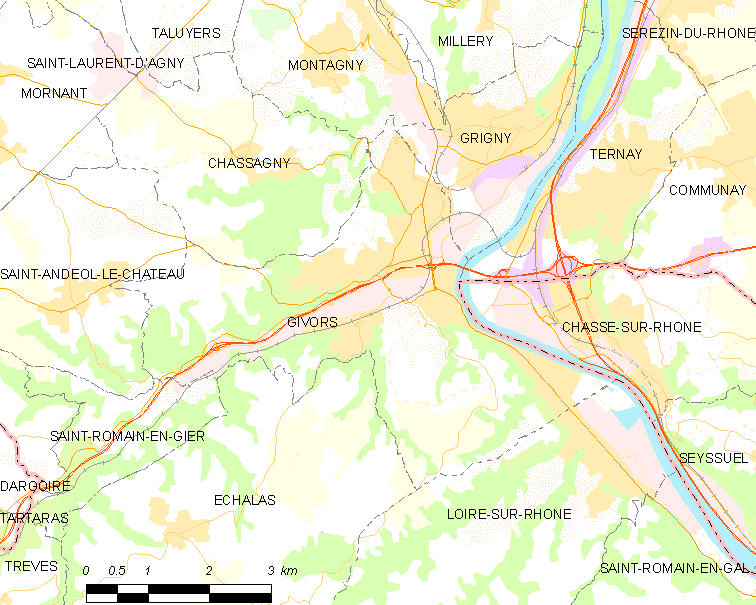
日沃尔市镇范围地图

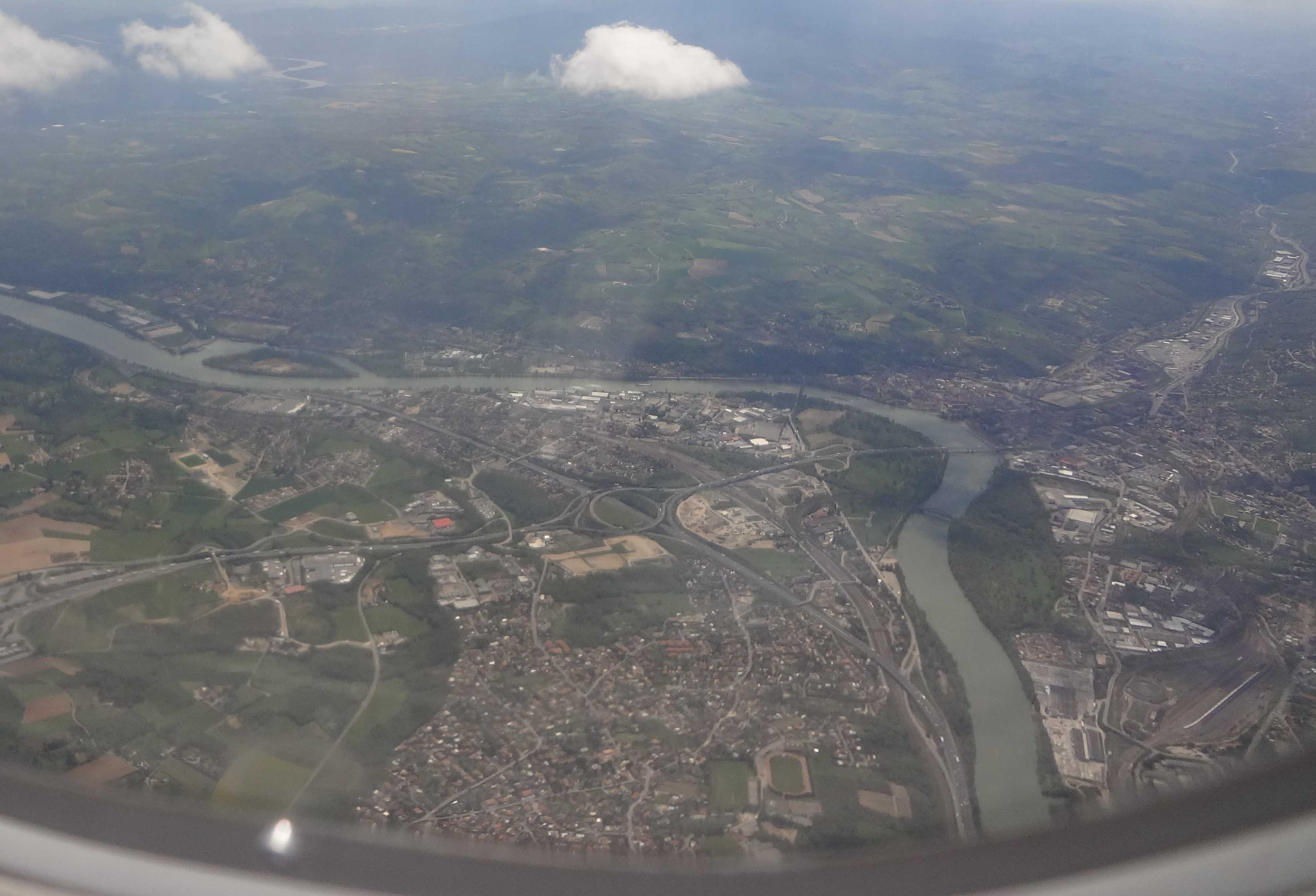
航拍日沃尔

日沃尔位于法国东南部，奥弗涅-罗讷-阿尔卑斯大区中偏西部、罗讷省南部和里昂大都会的最南端，距离里昂大约23公里。与日沃尔接壤的市镇包括：蒙塔尼、圣罗曼昂日耶、泰尔奈、罗讷河畔沙斯、埃沙拉、格里尼、罗讷河畔卢瓦尔、博瓦隆。

### 地形
日沃尔位于法国中央高原东部边缘，境内以丘陵和平原为主，市镇中心位于罗讷河右岸，地势较为平坦，全境海拔在145到373米之间。

### 水文
日耶河自西向东流经境内并在此注入罗讷河，此外当地南部的坡地还有多条山间小溪分别。

### 植被
日沃尔属于温带落叶林区，林地主要分布于日耶河两旁以及市区南部的山坡地区。
在鲜花城市的评比中，日沃尔暂未被评级。

### 气候
日沃尔在柯本气候分类法中属于带有地中海气候特征的温带海洋性气候。
距离日沃尔最近的气象站位于圣热尼拉瓦勒境内，以下为该气象站的数据（其中日照数据取自布龙）：
| 圣热尼拉瓦勒1981年－2019年 | 圣热尼拉瓦勒1981年－2019年 | 圣热尼拉瓦勒1981年－2019年 | 圣热尼拉瓦勒1981年－2019年 | 圣热尼拉瓦勒1981年－2019年 | 圣热尼拉瓦勒1981年－2019年 | 圣热尼拉瓦勒1981年－2019年 | 圣热尼拉瓦勒1981年－2019年 | 圣热尼拉瓦勒1981年－2019年 | 圣热尼拉瓦勒1981年－2019年 | 圣热尼拉瓦勒1981年－2019年 | 圣热尼拉瓦勒1981年－2019年 | 圣热尼拉瓦勒1981年－2019年 | 圣热尼拉瓦勒1981年－2019年 |
| 月份                       | 1月                        | 2月                        | 3月                        | 4月                        | 5月                        | 6月                        | 7月                        | 8月                        | 9月                        | 10月                       | 11月                       | 12月                       | 全年                       |
| -------------------------- | -------------------------- | -------------------------- | -------------------------- | -------------------------- | -------------------------- | -------------------------- | -------------------------- | -------------------------- | -------------------------- | -------------------------- | -------------------------- | -------------------------- | -------------------------- |
| 历史最高温 °C（°F）        | 17.5 (63.5)                | 20 (68)                    | 25 (77)                    | 28.2 (82.8)                | 33.3 (91.9)                | 38.3 (100.9)               | 39.4 (102.9)               | 40.5 (104.9)               | 34.6 (94.3)                | 28 (82)                    | 21.6 (70.9)                | 17.8 (64.0)                | 40.5 (104.9)               |
| 平均高温 °C（°F）          | 6.2 (43.2)                 | 8.1 (46.6)                 | 12.7 (54.9)                | 15.9 (60.6)                | 20.7 (69.3)                | 24.6 (76.3)                | 27.7 (81.9)                | 27.1 (80.8)                | 22.4 (72.3)                | 16.9 (62.4)                | 10.5 (50.9)                | 6.8 (44.2)                 | 16.6 (61.9)                |
| 日均气温 °C（°F）          | 3.3 (37.9)                 | 4.5 (40.1)                 | 8.1 (46.6)                 | 11.1 (52.0)                | 15.5 (59.9)                | 19 (66)                    | 21.8 (71.2)                | 21.2 (70.2)                | 17.2 (63.0)                | 12.9 (55.2)                | 7.3 (45.1)                 | 4.2 (39.6)                 | 12.2 (54.0)                |
| 平均低温 °C（°F）          | 0.4 (32.7)                 | 1.1 (34.0)                 | 3.7 (38.7)                 | 6.3 (43.3)                 | 10.3 (50.5)                | 13.4 (56.1)                | 15.8 (60.4)                | 15.4 (59.7)                | 12 (54)                    | 8.9 (48.0)                 | 4.1 (39.4)                 | 1.5 (34.7)                 | 7.7 (45.9)                 |
| 历史最低温 °C（°F）        | −16.7 (1.9)                | −11.8 (10.8)               | −10.5 (13.1)               | −3.8 (25.2)                | 0.2 (32.4)                 | 4.3 (39.7)                 | 8.1 (46.6)                 | 6.6 (43.9)                 | 2.8 (37.0)                 | −4.4 (24.1)                | −7.8 (18.0)                | −10.7 (12.7)               | −16.7 (1.9)                |
| 平均降水量 mm（）          | 40.4 (1.59)                | 33.5 (1.32)                | 39.9 (1.57)                | 67.8 (2.67)                | 81.6 (3.21)                | 68.9 (2.71)                | 57.2 (2.25)                | 58 (2.3)                   | 81.4 (3.20)                | 80.7 (3.18)                | 76.6 (3.02)                | 44.1 (1.74)                | 730.1 (28.74)              |
| 月均日照時數               | 73.9                       | 101.2                      | 170.2                      | 190.5                      | 221.4                      | 254.3                      | 283                        | 252.7                      | 194.8                      | 129.6                      | 75.9                       | 54.5                       | 2,002                      |
| 来源：infoclimat.fr        |                            |                            |                            |                            |                            |                            |                            |                            |                            |                            |                            |                            |                            |

## 行政区划
日沃尔是法国奥弗涅-罗讷-阿尔卑斯大区罗讷省行政区的一个市镇，编号为69091。日沃尔隶属于里昂大都会、里昂区、罗讷省第十一选区和洛讷-科托县（Canton de Lônes et Coteaux）。
日沃尔市镇被划为九个街区，并实行街区自治制度。
法国国家统计与经济研究所（简称）在进行数据统计时，将日沃尔及相邻的另外135个市镇设为里昂城市核心区，并将包括核心区在内的周边共507个市镇划为里昂城市区。自2020年起，里昂城市区被重新组合，日沃尔被划入包含407个市镇的里昂城市辐射区内。此外，还将日沃尔市镇分为了8个“块区”（IRIS），以便于统计人口分布情况。

## 交通

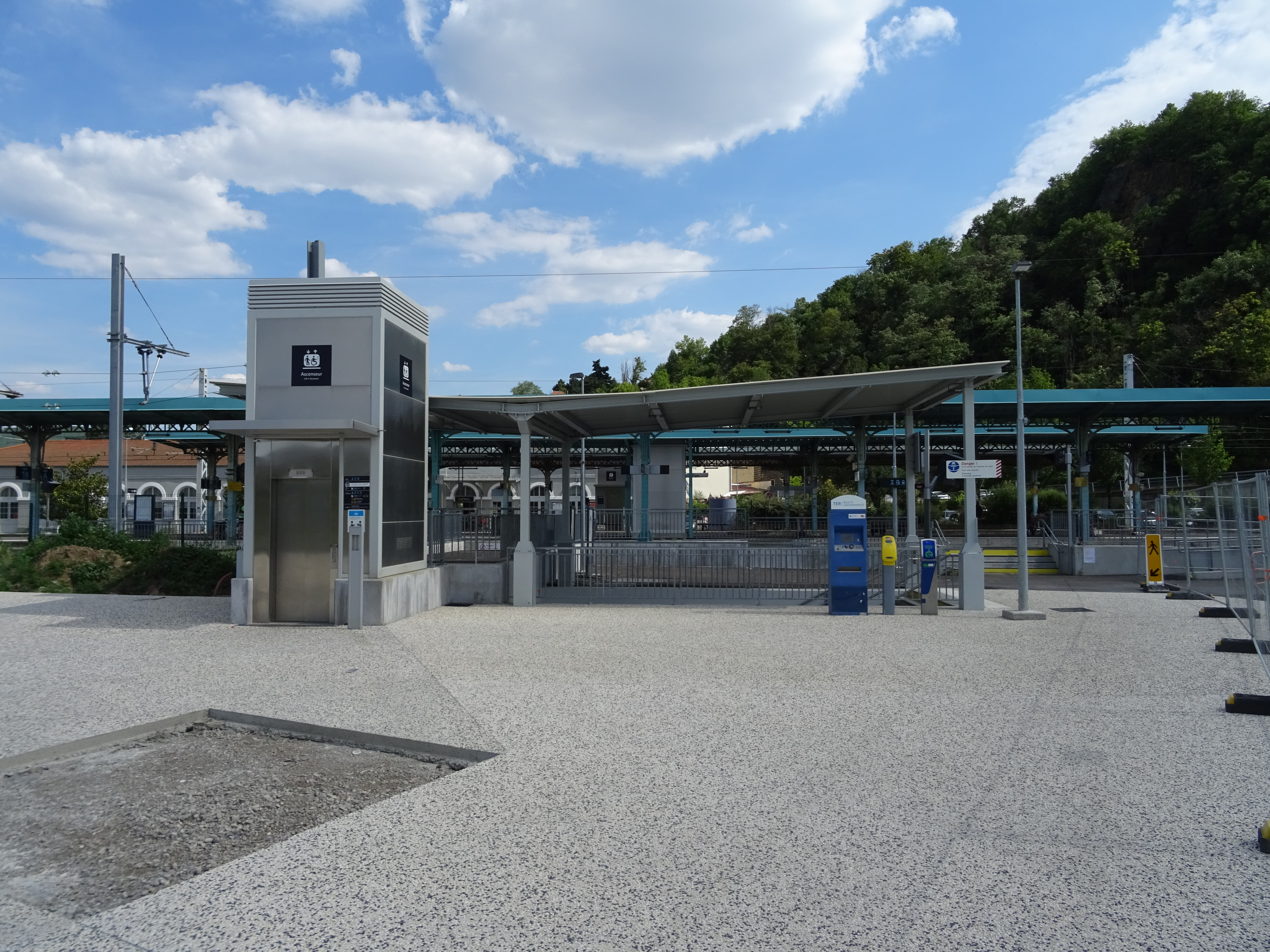
日沃尔城火车站

### 公路
A47高速公路横穿日沃尔市区并设有出入口连接市中心，此外多条罗讷省省道在日沃尔境内交汇。
奥弗涅-罗讷-阿尔卑斯大区下属的罗讷省城际客运提供三条途径日沃尔的巴士线路：
- 113线：日沃尔 ↔ 里昂地铁帕里伊站（法语：Parilly (métro de Lyon)）
- 120线：日沃尔 ↔ 里昂佩拉什站
- 133线：日沃尔 ↔ 莫尔南 ↔ 塔吕耶尔

2017年，72.3%的日沃尔家庭拥有至少一辆私人汽车。2019年，日沃尔境内共发生各类交通事故34起，造成1人遇难，49人受伤。

### 铁路
日沃尔位于圣艾蒂安－里昂、日沃尔－罗讷河畔沙斯、日沃尔－格勒藏和帕赖勒莫尼亚勒－日沃尔上。日沃尔境内共有两座铁路车站：其中日沃尔城站位于市区南部，日沃尔运河站位于市区北部，两站均停靠往返于里昂和圣艾蒂安一线的区域列车。

### 航空
距离日沃尔最近的民用航空站为里昂圣埃克絮佩里机场，距离日沃尔市中心的公路里程约40公里。

### 城市公共交通
日沃尔是里昂城市公共交通（商业名称为）的覆盖范围，后者是整个里昂大都会的城市公共交通系统。截至2021年5月，该系统下属的78路、80路、81路和定制公交R3线经过日沃尔市区。

## 政治

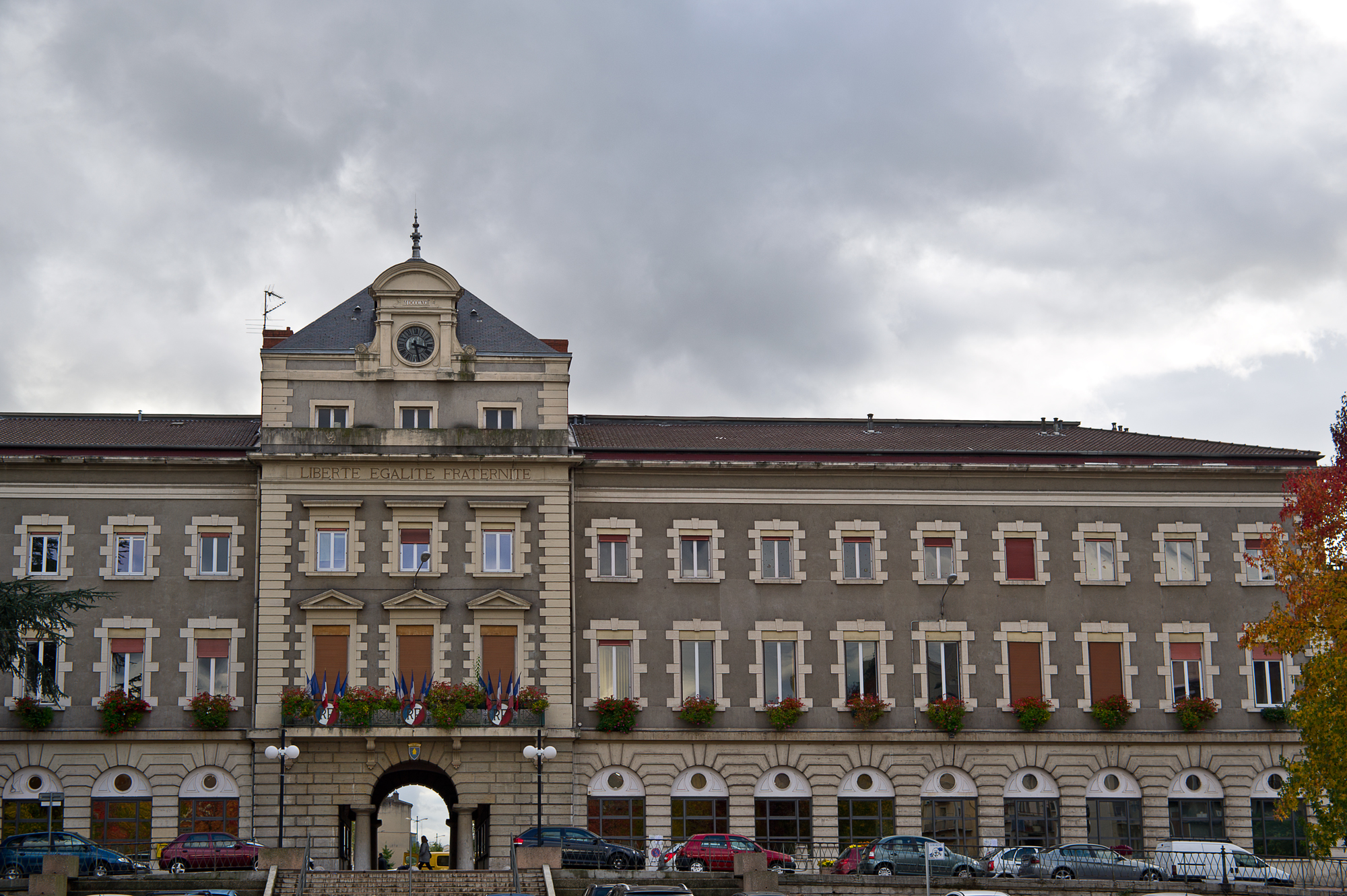
日沃尔市政厅

日沃尔的现任市长为穆罕默德·布杰拉巴先生（Mohamed Boudjellaba），他是一名左翼无党派人士，在2020年的市政选举中获得了28.88%的支持率。
在2017年的法国总统大选中，法国第25任总统埃马纽埃尔·马克龙在日沃尔获得了60.31%的支持率。
| 日沃尔历届市长 |                                        |                      |
| 任期           | 市长                                   | 党派                 |
| 1944年－1947年 | Marius Jean-Pierre 马里尤斯·让-皮埃尔  | DVD右翼无党派人士    |
| 1947年－1953年 | Mathieu Pinat 马蒂厄·皮纳              | SFIO工人国际法国支部 |
| 1953年－1993年 | Camille Vallin 卡米耶·瓦兰             | PCF法国共产党        |
| 1993年－2017年 | Martial Passi 马夏尔·帕西              | PCF法国共产党        |
| 2017年－2020年 | Christiane Charnay 克里斯蒂安娜·沙尔奈 | PCF法国共产党        |
| 2020年－       | Mohamed Boudjellaba 穆罕默德·布杰拉巴  | DVG左翼无党派人士    |

## 人口
2018年，日沃尔市镇人口数量为20,121，在法国排名第468位。其中男性9,720人，女性10,255人，75岁及以上人口占8.0%，外籍人口数量为4,220人，人口密度为1,160人/平方公里，当地居民被称为（男性）或（女性）。2019年，日沃尔境内出生304人，死亡人口194人。
| 年份   | 1936   | 1946   | 1954   | 1962   | 1968   | 1975   | 1982   | 1990   | 1999   | 2006   | 2011   | 2016   | 2018   |
| ------ | ------ | ------ | ------ | ------ | ------ | ------ | ------ | ------ | ------ | ------ | ------ | ------ | ------ |
| 人口數 | 13,378 | 13,205 | 14,242 | 17,066 | 19,048 | 21,968 | 20,544 | 19,777 | 18,437 | 18,454 | 19,718 | 19,312 | 20,121 |

## 经济
日沃尔是里昂“化工谷”最南端的市镇，化工行业是当地主要的经济支柱。日沃尔也是一个区域性的中心城市，当地共有各类用人单位2,142家，平均历史为13年，其中98.88%为中小型企业（PME）。（化工生产）、（金属矿物销售）及（汽车销售）是当地2019年营业额最高的三个企业，分别为155,681,787欧元、79,464,526欧元和50,633,817欧元。

## 财政收入
2019年，日沃尔的财政收入总额为28,867,800欧元，财政支出总额为26,292,200欧元，当年的债务总额为21,080欧元。2020年，日沃尔共获得6,487,408欧元的国家财政补助，比上一年增加了0.02%。
2017年，日沃尔的人均月收入总额为1,895欧元，其中高级职员为3,174欧元，低于法国平均水平（4,214欧元）；中级职员为2,189欧元，低于法国平均水平（2,353欧元）；普通职员为1,619欧元，亦低于法国平均水平（1,690欧元）。
2017年，日沃尔境内的青壮年（15至64岁）失业率为20.4%，当地38.3%的家庭拥有纳税资格，平均纳税1,509欧元，低于法国平均水平（3,888欧元）。

## 社会事务

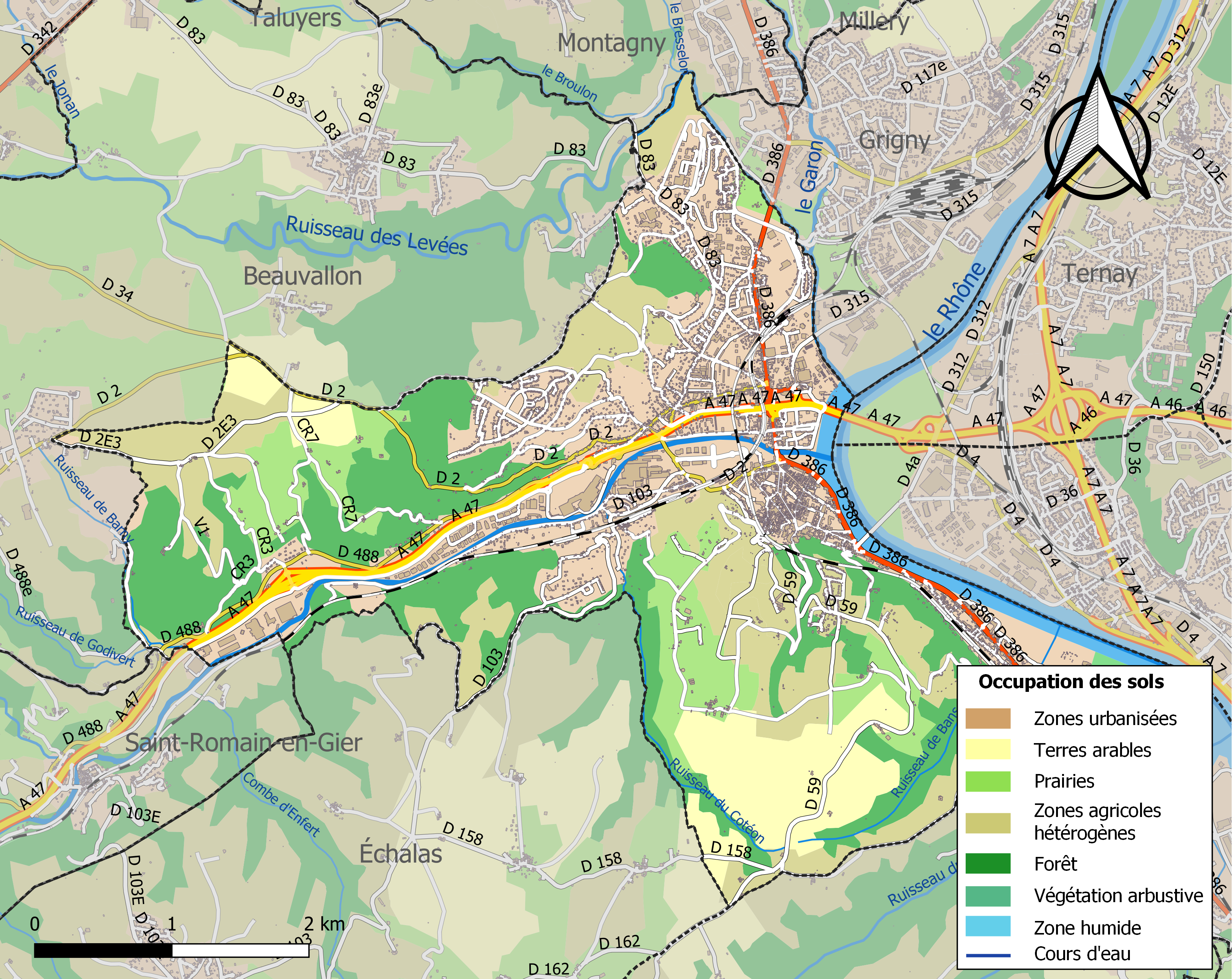
日沃尔土地利用情况地图

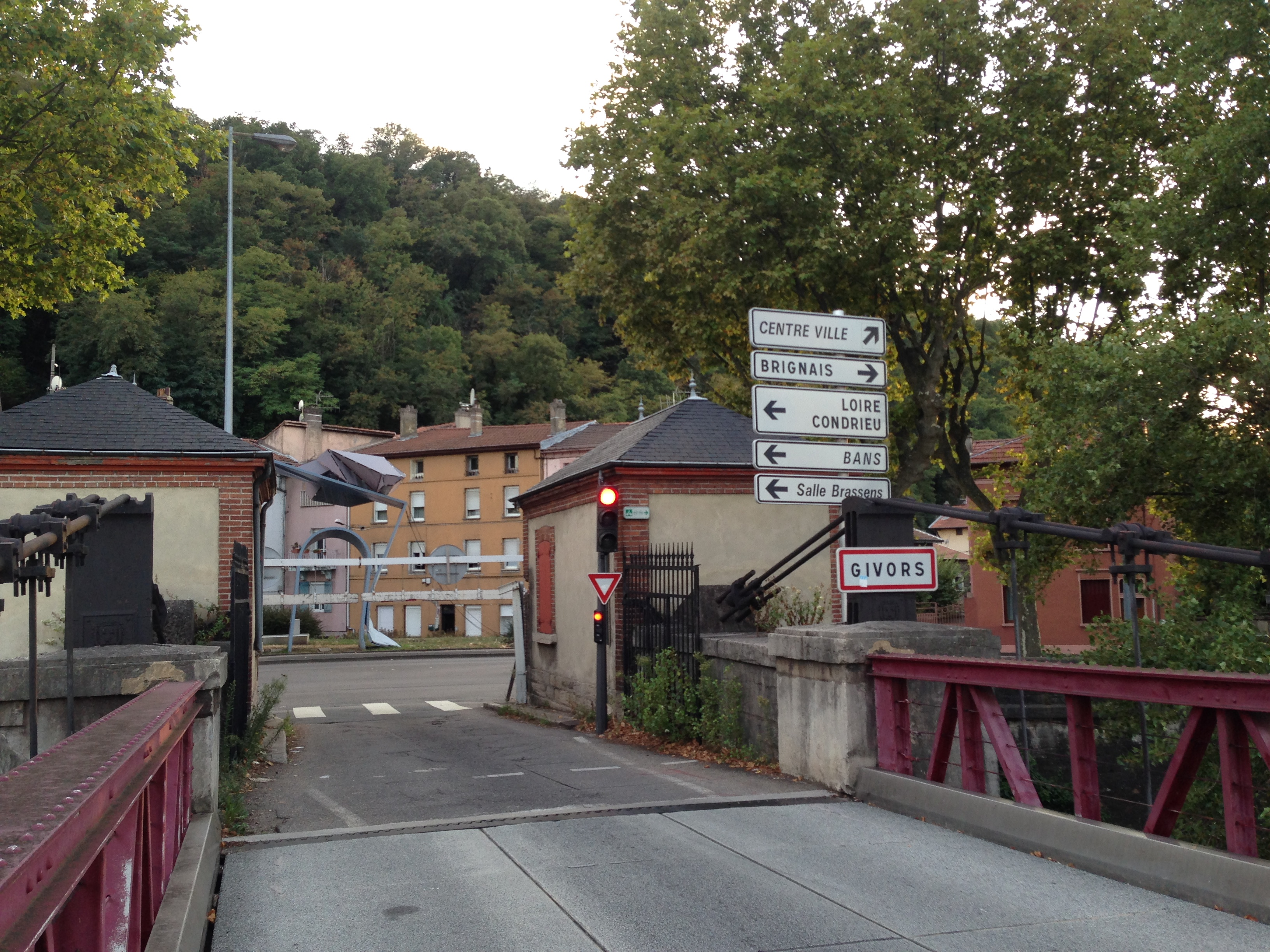
日沃尔入城路牌

### 教育
日沃尔属于里昂学区。截止2019年1月1日，日沃尔境内共有10所幼儿园、11所小学、3所初级中学、1所普通高中和2所职业高中。2018至2019学年度，日沃尔境内共有在校中等教育阶段学生2,224名。

### 医疗
截止2019年1月1日，日沃尔境内共有全科医生13名、保健师15名、牙医8名、护士31名、耳科医生1名、助产士4名、儿科医生1名和妇科医生1名。境内共有药房7家、养老院3家、残疾人帮扶中心2家。
日沃尔中心医院（Centre Hospitalier de Givors）是法国的一个区域性医疗机构，其主病区位于日沃尔市区，设有床位321个，是当地规模最大的公立综合性医院。

### 住房
2017年，日沃尔境内共有各类住房8,686套，其中30.8%为独立式居民区，69.0%为集中式居民区。常住房屋占日沃尔市镇范围内居民建筑总量的91.3%。
在住房保障政策方面，2017年，日沃尔境内共有2,902户家庭获得了住房经济补助，受益人数占总人口数量的14.5%，其中2,747份为房租补助。

### 商业
2019年，日沃尔境内共有各类实体商铺591家，其中餐厅89家、大型超市7家、杂货店6家、面包房17家、肉铺10家、书店5家、装饰品店2家、银行门店13家、美容美发店27家、汽车维修店39家。市区西部建有大型开放式商业街区，市区北部还有一家Intermarché超市。

### 体育
2019年，日沃尔境内共有1家游泳池、4间体育馆、2座综合体育场、10处网球场、11处足球或橄榄球场以及3处篮球或排球场。日沃尔双河谷橄榄球体育俱乐部（S.O. Givors Rugby 2 Vallées）是当地的一支橄榄球队，2021至2022赛季参加法国橄榄球丙组联赛（第六等级）。
截至2021年5月，日沃尔境内共有两支注册足球队。

### 环境
日沃尔的环境事务由其所属的公共社区负责。2019年，日沃尔境内共有8家污染企业。

### 治安
2019年，日沃尔市镇范围内有1处派出所。
2014年，日沃尔及附近地区共发生各类案件2,032起，其中盗窃类案件1,303起，经济类案件208起，毒品交易类案件47起。

## 文化
2019年，日沃尔境内共有1家剧场和1家音乐厅。日沃尔市政府下属“马克斯-保罗·富谢多媒体中心”（Médiathèque Max-Pol Fouchet），向公众全年开放。

### 建筑
日沃尔境内有多处历史建筑，其中日沃尔运河遗址为法国国家文物保护单位。

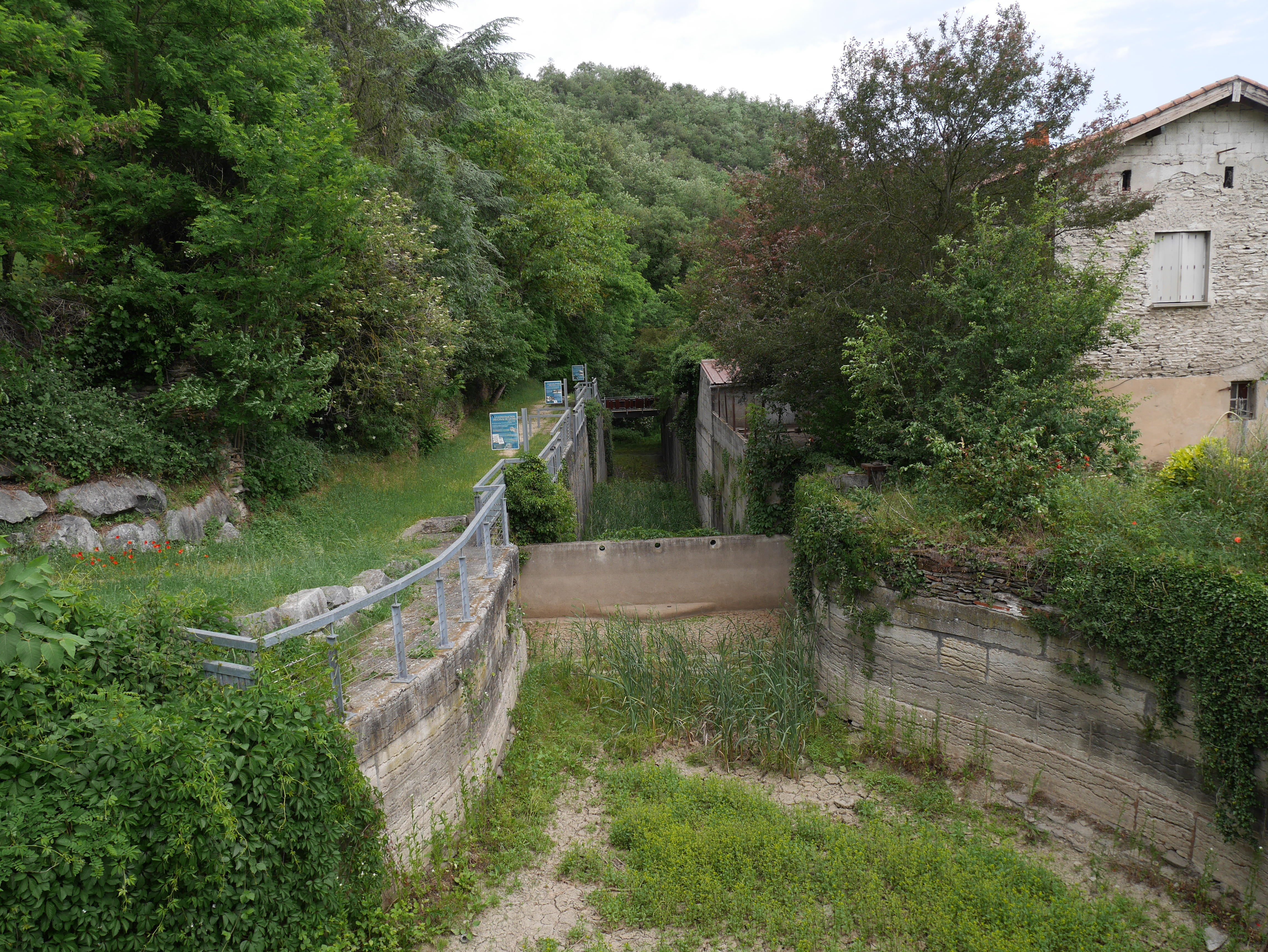
日沃尔运河（法语：Canal de Givors）遗址
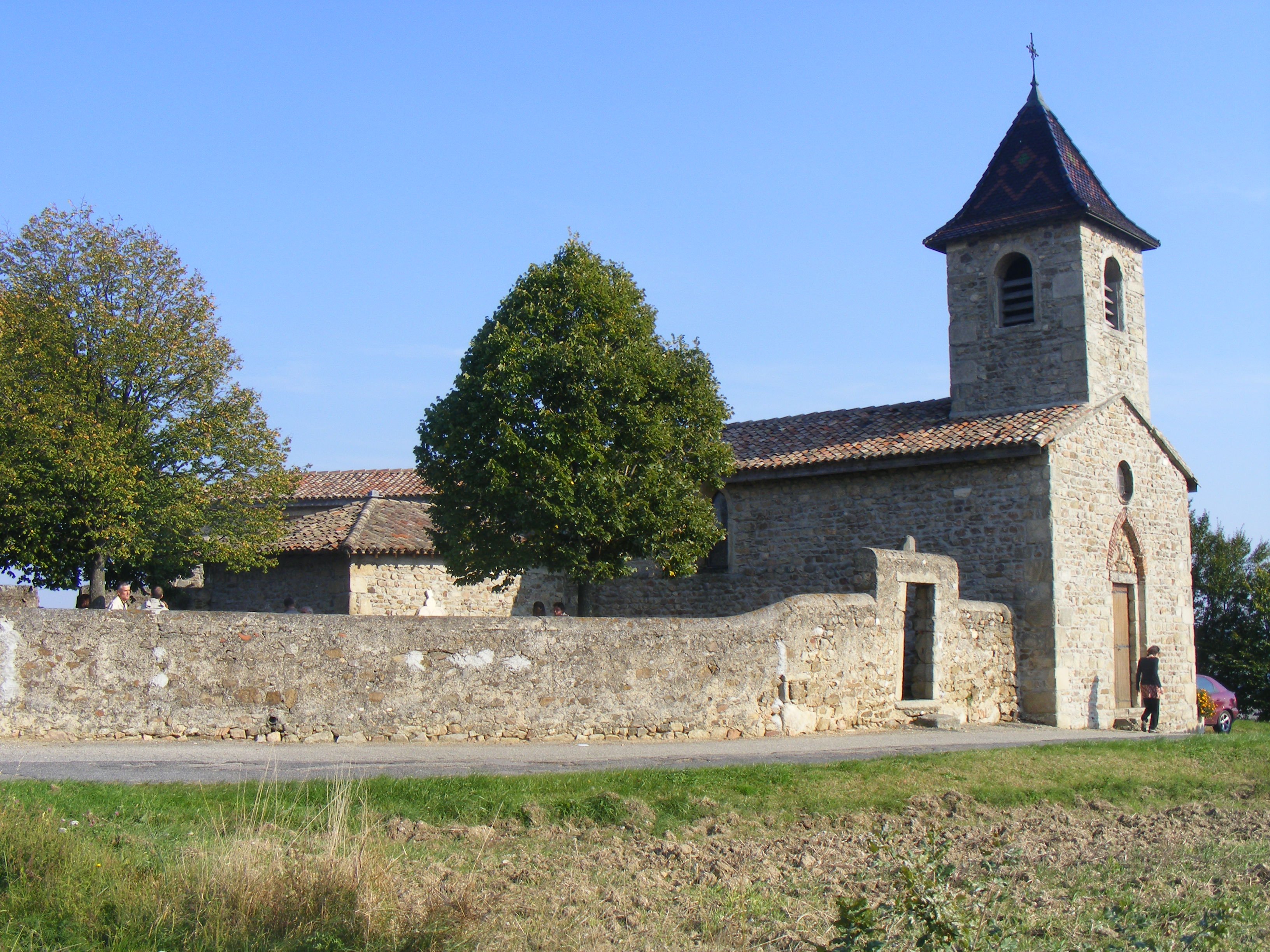
圣马丁德科尔纳教堂
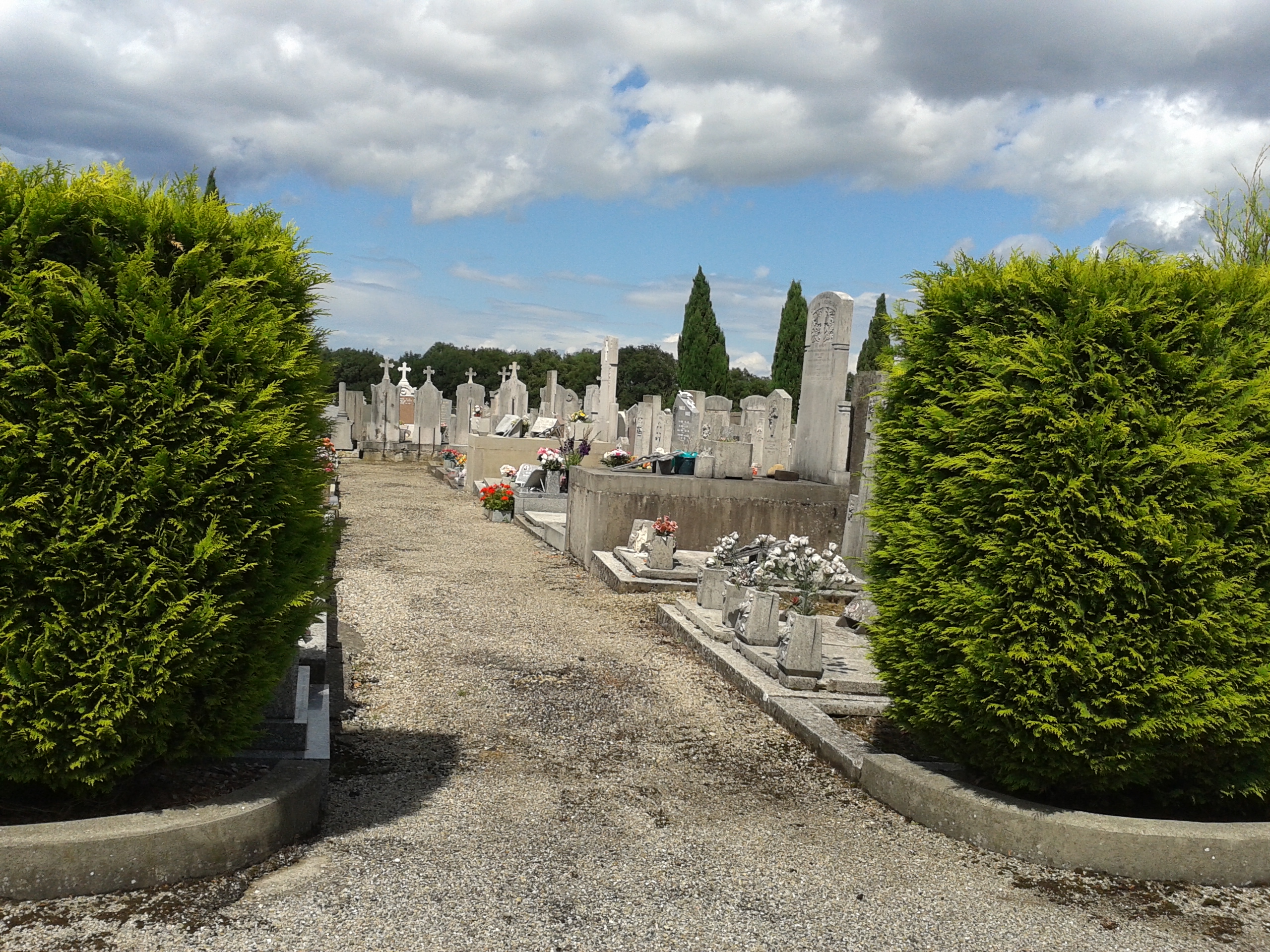
公墓
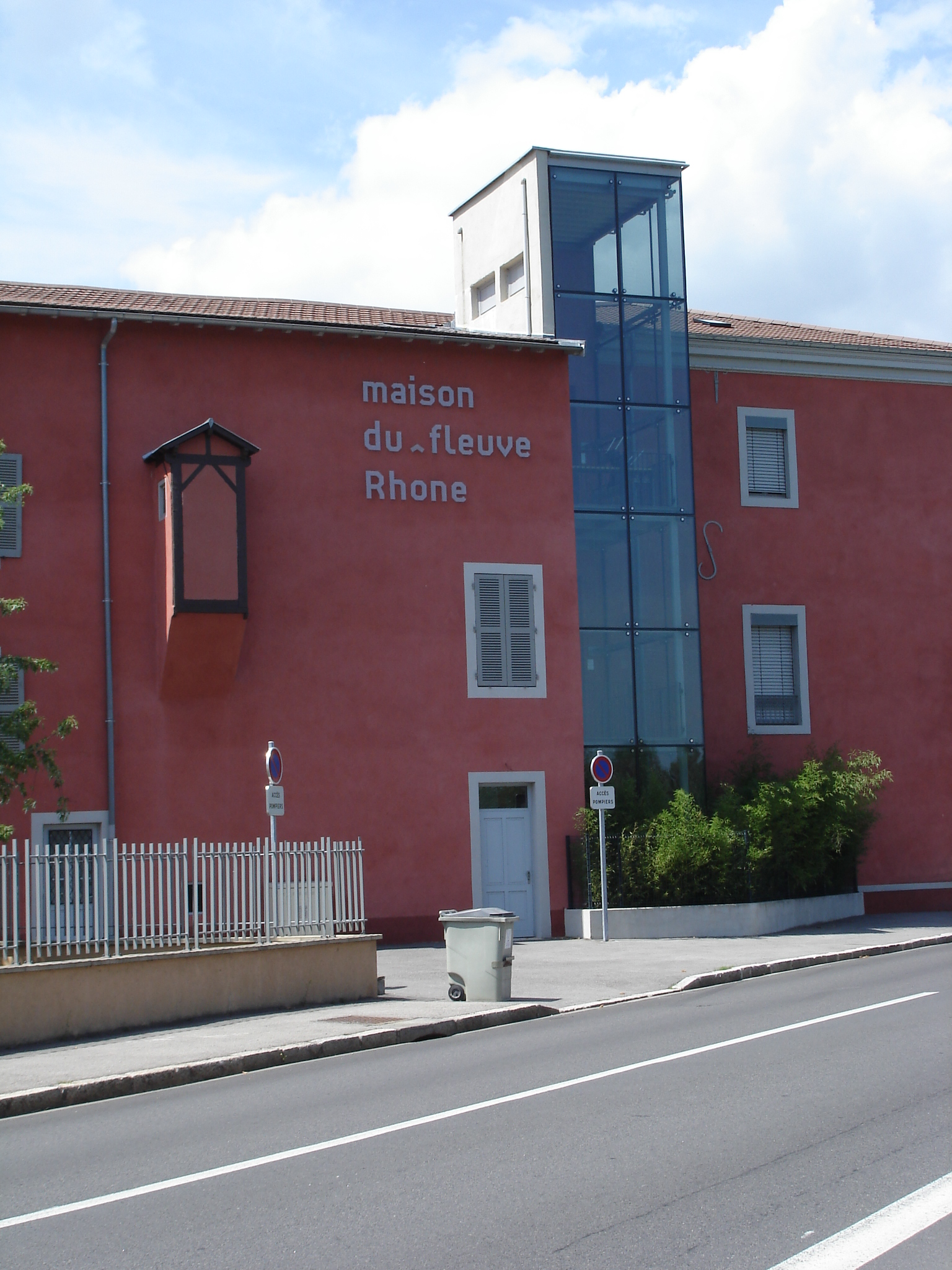
水文站
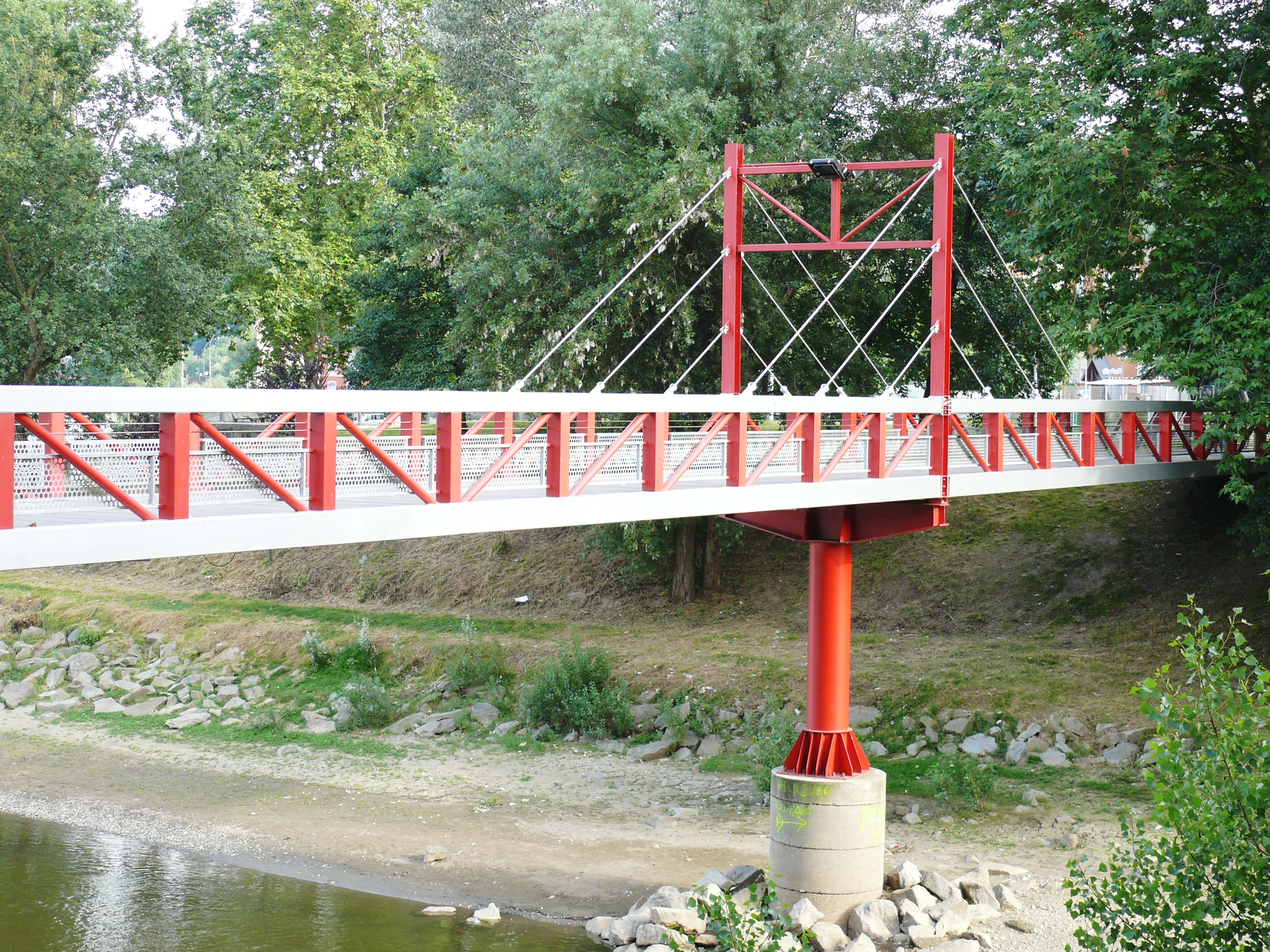
友谊人行桥
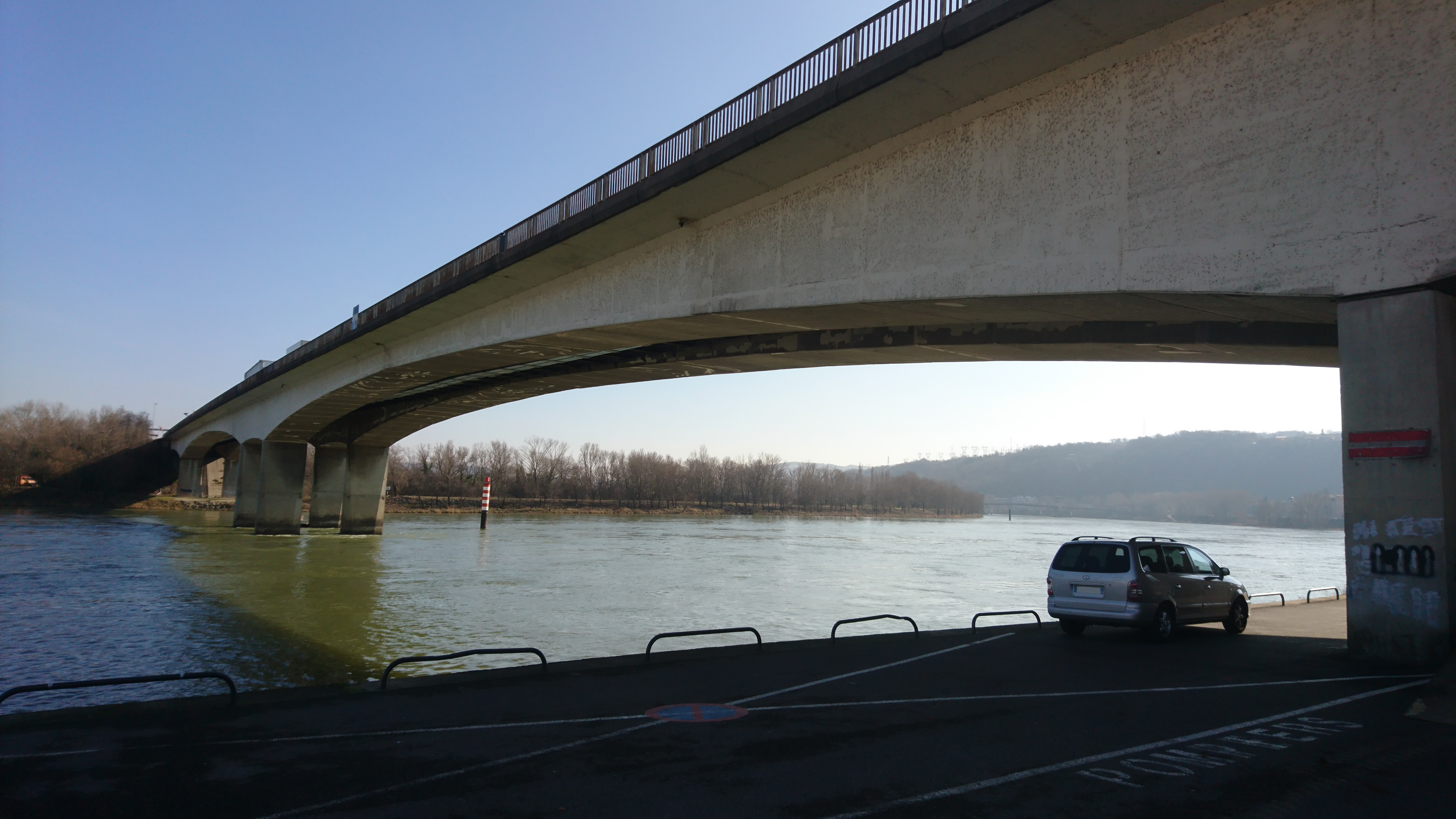
A47高速公路日沃尔大桥

### 旅游
日沃尔的旅游事务由其所属的公共社区负责。2020年，日沃尔境内共有1家酒店共计68间房间。

### 媒体
法国主要的媒体均可在日沃尔接收，法国电视三台下属的奥弗涅-罗讷-阿尔卑斯大区频道在部分时段播出日沃尔所属区域的地方新闻。

## 相关人物
葡萄牙国家足球队守门员安東尼·盧比斯和法国橄榄球运动员席尔万·马尔科内出生于日沃尔。

## 友好城市
截至2021年5月，日沃尔共与六座城市互为友好城市关系：
- 德国 德伯爾恩
- 葡萄牙 法馬利康新鎮
- 白俄羅斯 新波洛茨克
- 阿尔及利亚 艾因贝尼安
- 加维纳内（法语：Gavinané）
- 義大利 奥尔维耶托